# ディーン (ファイナルファイト)
ディーン（Dean）はカプコンのベルトスクロールアクションゲーム『ファイナルファイト タフ』に登場する架空の人物。

## 概要
『ファイナルファイト タフ』で初登場する。同作のプレイヤーキャラクターの一人。得意武器はハンマーで、彼が使うと電撃を纏って威力が上がる。

## キャラクターの設定
ディーンという名前以外は謎に包まれている。元ストリートファイターだったという設定で、大気に宿る超自然エネルギーを電撃として操る能力を使う。
犯罪組織「スカルクロス」によるメトロシティ警察の襲撃事件が発生し、現場へ向かうハガーたちの前に突如現れて「同行させてくれ」と名乗り出る。「スカルクロス」に対して復讐心を燃やしているが、それは彼の家族がその組織に命を奪われたからである。
事件が解決した後はハガーたちに礼を告げて街を去っていく。なお、エンディングではゲームの進め方によって彼の台詞が変わることがある。

## ゲーム上の特徴
パンチのリーチが長く、電撃を放つ攻撃は強力だが、敵を遠くに投げる投げ技がないのが欠点。歩くスピードも遅い。

## 技の解説

### 連続技
ジャブ×2→ストレート（電撃ストレート）
最後のストレートは、連打で電撃を纏う。

### 特殊技
スライディングキック
ダッシュ中に出すことができる技で、瞬時に低い体勢になるので敵の上段攻撃をかわしながら攻撃が可能である。
ジャンピングナックル
ジャンプ中に出すことができる技で、下方向に拳を突き出す。ヒットすれば、その後は地上技へつなぐことができる。

### 投げ技
ボディースラム
下方向に叩きつける投げ技。技の性質上、他の敵を巻き込むといった使い方が密着状態を除き、ほとんどできない。
ボディーブロー
敵を持ち上げつつ腹に拳を叩き込む。最大3発まで出せる。
エルボーストンピング
相手の背後へ回りこみ、肘打ちを数発叩き込む投げ技。こちらは横方向へ吹き飛ばすため、他の敵を巻き込むことが可能。しかし他の投げ技と違い無敵ではないため、技中に他の敵により背後から妨害されることもある。

### 必殺技
イカヅチ
電撃を纏ったアッパーを繰り出す。持続時間が長く、威力も大きい。
つかみかかり
腕を伸ばし、敵一体を引き寄せる。その後は「ボディーブロー」や「スクラップダンク」（ゲージが溜まっている場合）など様々な連携へと発展させられる。
バックブリーカー→エルボードロップ
つかんだ相手の背後へ回りこんで、背中をヘシ折る。威力が大きい投げ技で、さらに追加コマンドで「エルボードロップ」を繰り出すことが可能。

### メガクラッシュ
エレクトリックショック
電撃を纏い、その場で回転しながら周囲に電撃のバリヤーを張る。近づく敵を感電させて吹き飛ばす。体力は少し消耗するが、技中は完全無敵であり、不利な状況から仕切り直すことができる。

### スーパーメガクラッシュ
スクラップダンク
敵を「ボディースラム」で一旦地面にたたきつけた後、もう一度掴みあげて大きく飛び上がり、上空から電撃と共に地面へと投げつける。このときの電撃で他の敵キャラクターを巻き込むことができる。威力は非常に大きいが、ゲージが溜まっている状態でしか使うことができない。「エレクトリックショック」同様、技中は完全無敵である。

## 関連人物
- マイク・ハガー
- ガイ
- ルシア